# HD 16673
HD 16673，又名BD-10 525，SAO 130047、HR 784，是一颗恒星，视星等为5.78，位于銀經183.54，銀緯-58.84，其B1900.0坐标为赤經2h 35m 20.4s，赤緯-9° -58.84′ 51″。